# ドラジェン・ルブリッチ
ドラジェン・ルブリッチ（Dražen Luburić、1993年11月2日 - ）はセルビアのバレーボール選手である。バレーボールセルビア代表で、2016年FIVBバレーボール・ワールドリーグの優勝メンバーの一人である。

## 来歴
2011年からセルビア国内のOKヴォイヴォディナに所属しプレーした。
2016年6月、ポーランドのPGEスクラ・ベウハトゥフと契約。翌月、セルビア代表は、2016年FIVBバレーボール・ワールドリーグを制覇した。これがセルビアチームのワールドリーグの初優勝となるとともに、ルブリッチ自身も国際試合初となるビッグタイトルとなった。
2016年にはV・プレミアリーグのJTサンダーズに入団。第66回黒鷲旗全日本男女選抜バレーボール大会をもって退団した。

## 球歴
- セルビア代表 2015年-
  - 2016年FIVBバレーボール・ワールドリーグ - 優勝
- クラブ（OKヴォイヴォディナ在籍時）
  - CEVチャレンジカップ - 2014/15 優勝
  - セルビア選手権 - 2011/12 準優勝、2014/15 準優勝
  - セルビアカップ - 2011/12 優勝、2014/15 優勝

## 所属チーム
- OKヴォイヴォディナ（2011-2015年）
- パッラヴォーロ・ピアチェンツァ（2015-2016年）
- PGEスクラ・ベウハトゥフ（2016年）
- JTサンダーズ（2016-2017年）
- VCゼニト・サンクトペテルブルク（英語版）（2017-2018年）
- ハルクバンク・アンカラ（英語版）（2018–2019年）
- ベロゴリエ・ベルゴロド（2019-2020年）
- ロコモティフ・ノヴォシビルスク（2020-2023年）
- フェネルバフチェSK（英語版）（2023年-）

## 受賞歴
- 2015年 - セルビアカップMVP
- 2017年 - 第66回黒鷲旗全日本男女選抜バレーボール大会 ベスト6賞[8]